# آنا ماي هايز
آنا ماي هايز (بالإنجليزية: Anna Mae Violet McCabe Hays)‏ هي ضابطة أمريكية، ولدت في 16 فبراير 1920 في بوفالو في الولايات المتحدة، وتوفيت في 7 يناير 2018 في واشنطن العاصمة في الولايات المتحدة بسبب نوبة قلبية.